# Oj, svijetla majska zoro
Ој, свијетла мајска зоро, latin Oj, svijetla majska zoro ("O, ljusa majgryning") är Montenegros nationalsång.

## Text (kyrillsik skrift)
Ој свијетла мајска зоро
Мајко наша Црна Горо
Синови смо твог стијења
И чувари твог поштења

Волимо вас, брда тврда,
И стравичне ваше кланце
Који никад не познаше
Срамотнога ропства ланце.

Док ловћенској нашој мисли
Наша слога даје крила,
Биће горда, биће славна
Домовина наша мила.

Ријека ће наших вала,
Ускачући у два мора,
Глас носити океану,
Да је вјечна Црна Гора.

## Тext (latinsk skrift)
Oj svijetla majska zoro

Majko naša Crna Goro

Sinovi smo tvog stijenja

I čuvari tvog poštenja

Volimo vas, brda tvrda,

I stravične vaše klance

Koji nikad ne poznaše

Sramotnoga ropstva lance.

Dok lovćenskoj našoj misli

Naša sloga daje krila,

Biće gorda, biće slavna

Domovina naša mila.

Rijeka će naših vala,

Uskačući u dva mora,

Glas nositi okeanu,

Da je vječna Crna Gora.

## Тexten på svenska
O, ljusa majgryning

Vår moder Montenegro

Vi är dina klippors söner

din ärlighets väktare

Vi älskar dig, dina klippiga höjder

och vidunderliga klyftor

som aldrig kom att känna

slaveriets skändliga kedjor

Medan vår enighet ger vingar

till vårt Lovćens sak

Stolt ska det vara, ärat ska det bli

vårt kära fosterland

En flod av våra vågor

hoppar i två hav

Bär vår röst till oceanen

att Montenegro är för evigt